# La Survivance
 (août 2012).
Si vous disposez d'ouvrages ou d'articles de référence ou si vous connaissez des sites web de qualité traitant du thème abordé ici, merci de compléter l'article en donnant les références utiles à sa vérifiabilité et en les liant à la section « Notes et références ».
La Survivance est une compagnie mutuelle d'assurance vie canadienne.  Fondé en 1874 par Mgr Louis-Zéphirin Moreau sous le nom de L'Union St-Josèph de Saint-Hyacinthe, société de secours mutuels, et par la suite prit le nom de La Survivance en 1938 et devient une compagnie mutuelle d'assurance vie.  
Siège social, Saint-Hyacinthe, Québec, Canada
Spécialisé en protection du vivant (Assurance invalidité accident et maladie et maladies graves)

## Profil financier
Assurances en vigueur :  4,2 milliards de dollars
Actif sous gestion: 352 millions de dollars

## Sources
- www.lasurvivance.com